# Unsan, Pyongan Nam
Unsan (Hán Việt: Ân Sơn) là một huyện của tỉnh Pyongan Nam tại Cộng hòa Dân chủ Nhân dân Triều Tiên. Huyện giáp với Sunchon ở phía tây, giáp với Pukchang ở phía bắc và đông, giáp với Songchon ở phía nam, giáp với Pyongsong ở tây nam. Năm 2008, dân số toàn huyện Unsan là 206.407 người (98.067 nam và 108.340 nữ), trong đó, dân cư đô thị là 142.695 người (69,1%) còn dân cư nông thôn là 63.712 người (30,9%).